# Susan Yap

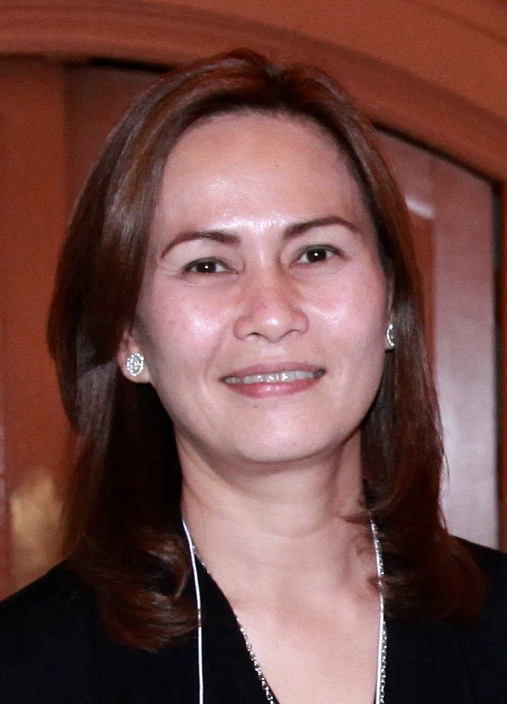
Susan Yap

Susan A. Yap-Sulit ist eine philippinische Politikerin der Lakas-Demokratikong Kristiyano at Muslim (Lakas-Kampi) sowie zurzeit der Nationalist People’s Coalition (NPC), die seit 2010 Mitglied des Repräsentantenhauses ist.

## Leben
Susan Yap ist die Tochter des Politikers Jose „Aping“ Villa Agustin Yap, Sr., der von 1965 bis 1972, 1987 bis 1998 und zuletzt von 2007 bis zu seinem Tod am 2. März 2010 Mitglied des Repräsentantenhauses sowie zwischen von 1998 bis 2007 Gouverneur der Provinz Tarlac war. Nach dem Schulbesuch begann sie zunächst ein Studium der Sprachwissenschaften an der Universität der Philippinen, das sie 1987 mit einem Bachelor of Arts (A.B. Linguistics) abschloss. Danach gründete sie 1988 ihr eigenes Unternehmen, die Armed Security Agency Inc., das sie seither leitet. Daneben wurde sie Mitarbeiterin ihres Vaters und war von 1988 bis 1995 Leitende Mitarbeiterin für Gesetzgebungsverfahren in dessen Abgeordnetenbüro. Zugleich absolvierte sie ein postgraduales Studium der Betriebswirtschaftslehre an der Ateneo de Manila University, das sie 1994 mit einem Master of Business Administration (M.B.A.) beendete. 2007 wurde sie erneut Mitarbeiterin ihres Vaters und fungierte bis 2010 als dessen politische Beraterin. Zugleich wurde sie 2008 Eigentümerin des Bambu Villa Resort.
Nach dem Tod ihres Vaters am 2. März 2010, kurz vor der Parlamentswahl am 10. Mai 2010, wurde Susan Yap dessen Nachfolgerin als Kandidatin der Lakas-Demokratikong Kristiyano at Muslim (Lakas-Kampi) im Wahlkreis Tarlac 2nd District. Bei der Wahl erzielte sie 124.190 Stimmen (63,78 Prozent). Sie konnte sich damit deutlich gegen den Kandidaten der Liberal Party, Genaro Malvar Mendoza, durchsetzen, auf den 70.522 Wählerstimmen (36,22 Prozent) entfielen. Sie wurde bei der Parlamentswahl vom 13. Mai 2013 in diesem Wahlkreis wiedergewählt, wobei sie diesmal für die Nationalist People’s Coalition (NPC) antrat. Bei der Wahl lag sie mit 121.341 Wählerstimmen (68,04 Prozent) deutlich vor dem diesmaligen Kandidaten der Lakas-Kampi, Josefino Rigor, der 34.750 Stimmen (19,48 Prozent) bekam.
In der derzeitigen, von 2013 bis 2016 dauernden 16. Legislaturperiode ist sie Vorsitzende des Parlamentsausschusses für Information und Kommunikationstechnologie (Committee on Information and Communications Technology). Dieser ist zuständig für alle Angelegenheiten, die sich unmittelbar und grundsätzlich mit Post, Telegrafie, Rundfunk, Kabelfernsehen, Telefonie, Computer- und Telekommunikationstechnologie beschäftigen. Weiterhin befasst sich der Ausschuss mit Breitband-, Kabel- und Kabellosen Verbindungen zum Internet, IP-Telefonie, Videokonferenzen, Audio-Video-Datei-Strömen sowie allen anderen öffentlichen und privaten elektronischen Mitteln zur Erfassung, Verarbeitung, Speicherung und Weiterleitung von Informationen auf dem Gebiet der Informationstechnologie. Des Weiteren ist der Ausschuss zuständig für Informationssystems einschließlich der Hardware, Software und Anwendungen, Anwendungen für mobile Kurznachnachrichtensysteme (SMS) im Bereich von geschäftsmäßigen Upstream- und Downstream-Anwendungen sowie Netzwerken, die einen Zugang zur Onlinetechnologie ermöglichen.
Ihr jüngerer Bruder Victor Yap ist seit 2007 Gouverneur von Tarlac, während ihr älterer Bruder Jose Yap, Jr., Bürgermeister von San Jose ist.